# Бранко Кунст
Бранко Кунст (Загреб, 21. јун 1904 — Загреб, 1. септембар 1983) је био југословенски фудбалер и фудбалски тренер.
Фудбал је почео да игра у омладинској екипи ХАШК-а 1919, прво на позицији бека, затим халфа и на крају полутке. Преко 15 година је наступао за први тим ХАШК-а са којим је 1938. освојио титулу првака државе, једину у историји свог клуба.
За градску слекцију Загреба наступао је на 37 утакмица у периоду од 1924. до 1935. За репрезентацију Југославије је одиграо седам утакмица. Дебитовао је 3. октобра 1926. у пријатељском сусрету против Румуније (3:2) у Загребу. Био је члан екипе која је 13. маја 1929. победила Француску (3:1) у Паризу, а од дреса репрезентације опростио се 26. јануара 1930. против Грчке (1:2) у Атини, за Балкански куп.
По завршетку каријере бавио се и тренерским послом. Био је први тренер у историји Динамо Загреба, а поред тога био је и селектор глувонемих Југославије. Био је један од оснивача и функционера Збора ногометних тренера Хрватске.

## Трофеји

### ХАШК
- Првенство (1): 1938.